# Troilita
La troilita es un mineral del grupo II (sulfuros), según la clasificación de Strunz cuya composición química es sulfuro de hierro (II), FeS, de color negro grisáceo y brillo metálico, que cristaliza en el sistema hexagonal. Muy relacionado con la pirrotina, aunque esta última es un compuesto no-estequiométrico

## Descubrimiento y presencia
Se descubrió como parte de los minerales presentes en muestras de meteoritos brillantes e inicialmente se supuso que podía ser pirita. Debe su nombre al padre Domenico Troili, que lo describió en 1766, tras encontrarlo entre los minerales presentes en las condritas que habían caído sobre Albareto (provincia de Módena, Italia). Inicialmente le llamó marchesita y hasta un siglo más tarde (1863) no se le consideró un mineral nuevo, la troilita, que resultó ser sulfuro ferroso estequiométrico.
Su presencia en la Tierra no es muy frecuente aunque puede encontrarse entre capas de serpentina o asociado a impactos meteoríticos. Es habitual en muestras de meteoritos y también aparece como componentes de rocas lunares y marcianas. Basándose en observaciones de la nave Voyager en 1979 y Galileo en 1996, la troilita parece ser una fase importante en la composición mineral de las rocas modelo de algunos satélites de Júpiter como Ganímedes y Calisto. Los análisis de suelo efectuados por fluorescencia de rayos X por las naves Viking-1 y Viking-2 y los datos de rayos γ de  Phobos-2 muestran que es probable que la troilita sea un mineral común en las rocas superficiales de Marte.

## Propiedades
Es insoluble en agua, pero soluble en ácidos con los que reacciona para formar ácido sulfhídrico, SH2.